# École Mathieu-Martin
L’école Mathieu-Martin est une école secondaire publique francophone située à Dieppe, au Nouveau-Brunswick. Faisant partie du District scolaire francophone Sud de la province, elle dessert la population de Dieppe et de Memramcook.
En septembre 2018, l'école comptait 1 126 étudiants et 75,2 membres du personnel éducatif, en faisant la plus grande école francophone de la province. La devise de l'école est « Ensemble vers la réussite. ». L'établissement décrit ses valeurs comme étant « le bien-être, l’engagement et la rigueur ».

## Histoire
Précédemment à l'ouverture de l'école Mathieu-Martin, le District scolaire 15 de Moncton administrait les écoles publiques de la région, soit trois écoles secondaires anglophones ainsi que l’école secondaire francophone Vanier. Cette dernière, ouverte en 1963, ne suffisait plus à accommoder la population grandissante de la région. Voulant moderniser les écoles secondaires de la province, le ministère de l’Éducation entame au début des années 1970 la construction de plusieurs écoles secondaires à haute capacité. Dans ce sens, l'école Mathieu Martin est construite et ouvre ses portes en septembre 1972. Jusqu'à la construction de l'école L'Odyssée à Moncton en 2005, l’école Mathieu-Martin accueille environ 2000 élèves chaque année en provenance de Moncton, de Dieppe et de Memramcook. 
En 1995, 1999 et 2001, trois vagues de suicides entraînent la mort de 12 à 15 élèves. 
Le nom de l'école rend hommage à Mathieu Martin, un des premiers enfants nés de parents français en Acadie.

## Baccalauréat international
L’École Mathieu-Martin est membre de l’Organisation du baccalauréat international. Elle est la première école francophone en Atlantique à joindre l’organisation en 1995 et demeure la seule au Nouveau-Brunswick. L’établissement octroie le diplôme du baccalauréat international ainsi que des certificats pour l'achèvement de cours individuels.

## Sports
L'école Mathieu-Martin participe à presque tous les sports de l'Association sportive interscolaire du Nouveau-Brunswick (ASINB). Les équipes sportives masculines sont nommées les Matadors tandis que les équipes féminines sont nommées les Vedettes ; toutes deux arborent le bleu et or, les couleurs de l'école. 

## Conseil des élèves
2024/2025
- Président : Sébastien Roy
- Agente à l'administration : Ghita Chbihi
- Agente aux médias : Marilou Pitre
- Agente aux finissants : Sophie Grenier
- Agente à la vie scolaire : Hiba Ouaddaf
- Agente à la vie scolaire : Cassandra Wheaton
- Agente à la vie scolaire : Coralie Gingras
- Agente à la vie scolaire : Valérie Martin
- Agent à la vie scolaire : Xavier Savoie
- Représentant des 11e année : Marissa Belliveau
- Représentante des 10e année : Bark-Wende Sinon
- Représentant des 9e année : Mahéna Pelletier
- Représentante d'adaptation scolaire: Dominic Melanson
- Représentante - Fédération des jeunes francophones du Nouveau-Brunswick (FJFNB) : Mélodie Foulem [7]

## Anciens élèves
- Bernard Lord : ancien premier ministre du Nouveau-Brunswick
- John Richard : animateur de radio
- Caroline Savoie : auteure-compositrice-interprète
- Simon Daniel: auteur-compositeur-interprète